# Пичков, Алексей Ильич
Алексей Ильич Пичков (30 марта 1934, Шойна, Северный край — 16 сентября 2006, Нарьян-Мар, Архангельская область) — российский поэт. Писал на русском языке, хотя родным для него был ненецкий.
Родился в семье оленевода Ильи Григорьевича и Акулины Тимофеевны. Всё детство кочевал по Канинской тундре с родителями. Окончил Шоинскую семилетнюю школу, учился в Нарьян-Марском педагогическом училище, затем на факультете народов Севера Ленинградского государственного педагогического института имени А. И. Герцена. После учебы был направлен на работу в Канинскую тундру заведующим Красным чумом колхоза «Северный полюс». С 1957 года работал в редакции окружной газеты «Няръяна вындер». В 1961 году принял участие в 1-й Всероссийской конференции писателей народов Севера. В 1967 году стал членом Союза писателей СССР. В 2000 году стал лауреатом литературной премии им. Н. Рубцова.
В 1953 году его первые стихи были опубликованы в газете «Няръяна вындер». В 1957 году вышел его дебютный сборник стихов «Далеко Сэрне моя живёт». Всего он издал более десяти сборников стихов и две повести.
В 2008 году в честь него названа Ненецкая центральная библиотека им. А. И. Пичкова в Нарьян-Маре.